# Рара (рід птахів)
Рара (Phytotoma) — рід горобцеподібних птахів родини котингових (Cotingidae). Він складається з трьох видів, поширених у центральній, західній і південній частині Південної Америки.

## Поширення
Представники роду поширені в Болівії, Парагваї, Уругваї, в центральних і південних районах Чилі, а також центральної і північної Аргентині, досягаючи провінції Чубут і Патагонії. Мешкає на деревах і чагарниках в напівпосушливих або посушливих районах.

## Види
У роді описано 3 види:
- Phytotoma rara Molina, 1782 — рара рудохвоста. Мешкає в субантарктичних лісах центральної і південної частин Чилі і південно-західної Аргентини.
- Phytotoma rutila Viellot, 1818 — рара червоновола. Мешкає на рівнинах і в горах Болівії та Парагваю, в Уругваї, а також північної та центральної Аргентиною.
- Phytotoma raimondii Taczanowski, 1883 — рара перуанська. Вид живе лише в західному Перу.